# Skeabrae

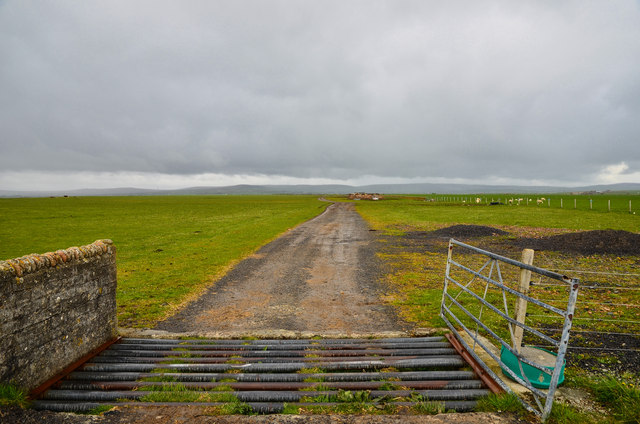
Blick auf das ehemalige Flughafengelände

Skeabrae ist ein Ort, der im Nordwesten der zu Schottland zählenden Orkneyinseln liegt.

## Geographie
Skeabrae liegt auf der Insel Mainland, etwa zwei Kilometer nordwestlich des Sees Loch of Harray. Nach Dounby sind es ebenso weit in östlicher Richtung.

## Historisches
Während des Zweiten Weltkrieges hatte es hier einen Militärflugplatz gegeben. Das Gelände der RAF Skeabrae wurde 1957 verkauft.
Im Rahmen der historischen Gliederung Schottlands in Civil Parishes zählt Skeabrae zu Sandwick. Als Kulturdenkmal ausgewiesen ist mit Nether Benzieclett ein aufgelassener Bauernhof, der  als Scheduled Monument unter Denkmalschutz steht.